# Плюшкин
Степан Плюшкин е измислен герой на Гогол от романа Мъртви души.
Името му и производната от него дума плюшкиновщина са навлезли в руския език, а оттам в българския, като нарицателно за крайно, патологично скъперничество и увлечение по събиране на безполезни вещи и даже просто захвърлени боклуци. Това е събиране заради самото събиране, а не за да се използва. Скъперничеството му е така патологично, че от страх да не се „мине“ в цената, той не продава продукцията от имението си, а я оставя да изгние. Не дава нито стотинка на сина си, дъщеря си и внуците, носи стари кърпени дрехи и е затворил (без два) прозорците на дома си.

## Описание
Плюшкин е руски помешчик и е описан в шеста глава на романа. Той завършва галерията от портрети на помещици, обрисувани от Гогол.
Авторът не описва в детайли външността – някаква фигура, която главният герой Чичиков дълго не може да разпознае от какъв пол е. Горната дреха е охарактеризирана от автора като неопределена, приличаща на женски пеньоар. Носи калпак, описан от автора като „какъвто носят селските жени“. Само гласът е по-прегракнал за жена. След размисъл стига до извода, че е жена, клюкарка, и е изненадан, когато в деловия разговор тази клюкарка се оказва собственикът на имението.